# Boara Pisani
Boara Pisani est une commune italienne de la province de Padoue, dans la région Vénétie.

## Administration
| Période                                  | Période | Identité | Étiquette | Qualité |
| ---------------------------------------- | ------- | -------- | --------- | ------- |
|                                          |         |          |           |         |
| Les données manquantes sont à compléter. |         |          |           |         |

### Communes limitrophes
Anguillara Veneta, Pozzonovo, Rovigo, Stanghella, Vescovana.

### Personnalités nées à Boara Pisani
- Massimo Ghirotto ;
- Vinicio Verza.